# Harold Becker
Harold Becker, född den 25 september 1928, är en amerikansk filmregissör, producent och fotograf. Han är mest känd för sina thrillerfilmer. Bland filmerna återfinns Polisbil 6-Z-4 svarar inte. Tapto, The Boost, Sea of Love, Skenet bedrar, Maktspel och Kod Mercury.